# Bệnh vẩy nến
Bệnh vẩy nến chiếm 5% dân số Châu Âu, 2% dân số Châu Á và Châu Phi, xấp xỉ 10% tổng số các bệnh nhân đến khám ở các phòng khám Da liễu. Bệnh lành tính, thường không ảnh hưởng đến sức khỏe nhưng ảnh hưởng đến thẩm mỹ, tâm lý và những hệ lụy của nó. Nam gặp nhiều hơn nữ, người lớn nhiều hơn trẻ em. Bệnh phát thành từng đợt, có khi tăng giảm theo mùa.

## Nguyên nhân

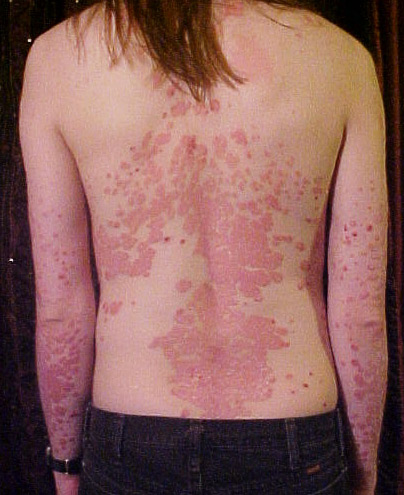
Vẩy nến ở lưng

Nguyên nhân gây ra căn bệnh vẩy nến là không rõ ràng, mặc dù có nguyên nhân đã được chấp nhận là do một thành phần di truyền cơ bản nào đó, khi được kích hoạt sẽ làm cho hệ thống miễn dịch sản xuất một số lượng quá nhiều tế bào da. Như vậy hiện tượng này được gọi là một rối loạn da tự miễn dịch. Hiện nay chưa có cách chữa khỏi hoàn toàn căn bệnh này mà không tái phát bệnh.
1. Di truyền: Khoảng 30% bệnh nhân có yếu tố gia đình (cha, mẹ, anh chị em ruột hoặc họ hàng trực hệ); 70% các cặp song sinh cùng mắc. Các nghiên cứu chỉ ra các kháng nguyên HLAW6, B13, B17, DR7 liên quan đến vẩy nến da và khớp.
2. Nhiễm khuẩn: vẩy nến ở trẻ em, vẩy nến thể giọt người ta phân ra được liên cầu khuẩn ở tổn thương và điều trị kháng sinh thì bệnh thuyên giảm.
3. Stress: Làm bệnh tái phát hoặc đột ngột nặng lên.
4. Thuốc: Bệnh vẩy nến xuất hiện sau khi sử dụng một số thuốc: chẹn beta kéo dài, lithium, đặc biệt sau khi sử dụng corticoid.
5. Hiện thượng Kobner: thương tổn mọc lên sau các kích thích cơ học (gãi, chà xát) hoặc các kích thích lý hóa (bệnh nặng nhẹ theo mùa).

## Nhận diện

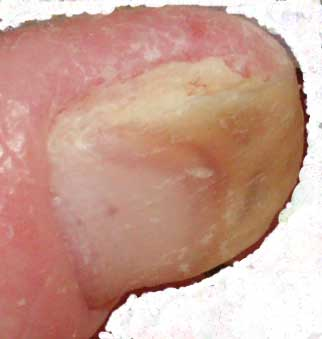
Vẩy nến ở móng

- Bệnh vẩy nến thể mảng bám Phổ biến nhất của bệnh vẩy nến là thể vẩy nến mảng bám. Gần 90% những người có bệnh vẩy nến ở dạng thể này. Bệnh vẩy nến thể mảng bám có các triệu chứng như khô da, tổn thương đỏ, vùng tổn thương tăng lên dạng vẩy bạc có thể bong tróc. Nó thường xuất hiện trên khuỷu tay, đầu gối, da đầu, hoặc các vùng bên dưới, thậm chí nó có thể được tìm thấy bất cứ nơi nào trên cơ thể, bao gồm cả bộ phận sinh dục và bên trong miệng..
- Bệnh vẩy nến thể tròn Một dạng hiếm của bệnh, bệnh vẩy nến thể tròn tạo ra tổn thương hình mảng tròn khác nhau..
- Bệnh vẩy nến thể mụn mủ Một hình thức nghiêm trọng của bệnh vẩy nến dẫn đến sự xuất hiện của mụn mủ trên da có thể làm chảy mủ và để lại các tổn thương màu đỏ..
- Bệnh vẩy nến thể đốm Thường xuất hiện đột ngột sau một nhiễm khuẩn. Lan ra nhanh chóng khắp cơ thể và có đặc trưng bởi lớp vảy nhỏ màu đỏ.
- Bệnh vẩy nến bàn tay, bàn chân Một bệnh vẩy nến ảnh hưởng đến bàn tay và bàn chân, có thể xuất hiện như lớp da khô dày lên dạng vảy bạc
- Bệnh vẩy nến móng Chiếm khoảng 5% tổng số bệnh nhân, bệnh vẩy nến móng có thể xuất hiện gây ảnh hưởng tới bệnh nhân trước tất cả các thể bệnh vẩy nến khác. Triệu chứng bệnh vẩy nến móng là các đốm màu vàng bắt đầu xuất hiện rải rác trên móng tay và chân, trên nền móng màu trắng. Sau đó thường có sự tách biệt lớp sừng móng ra khỏi đầu ngón và các móng thường là giòn và phá vỡ dễ dàng.
- Viêm khớp vảy nến Viêm khớp vẩy nến có thể ảnh hưởng đến khoảng 5% -7% bệnh nhân vẩy nên và tỷ lệ cao hơn hơn ở những bệnh nhân bị vẩy nến móng tay hoặc bệnh vẩy nến mụn mủ. Trong nhiều trường hợp, viêm khớp vẩy nến có thể xuất hiện nhiều năm nay trước khi có các triệu chứng trên da của bệnh vẩy nến khác. Các triệu chứng bệnh vẩy nến khớp bao gồm mệt mỏi, cứng khớp vào buổi sáng, đau khớp và sưng.
- Bệnh vẩy nến thể nghịch (uốn), có thể gọi là bệnh vẩy nến da tiết bã Bệnh vẩy nến thể này chỉ tìm thấy trong các nếp gấp và nếp nhăn của cơ thể, bệnh vẩy nến da tiết bã có xu hướng ẩm ướt hơn so với các hình thức khác của bệnh vẩy nến, gây cảm giác rất khó chịu (không gây bong tróc)
- Bệnh vẩy nến toàn thân  Đây là thể phổ biến của bệnh vẩy nến gây viêm, ngứa, phát ban đỏ với cảm giác đau rát như muốn lột da và vùng ảnh hưởng thường bao trùm lên toàn bộ cơ thể. Đôi khi kèm theo sự ớn lạnh và nhiệt độ cơ thể không được kiểm soát. Bệnh vẩy nến toàn thân có thể được kích hoạt do da bị cháy nắng nghiêm trọng, do tác dụng phụ của điều trị hóa trị liệu hoặc xuất phát từ một thể khác của bệnh vẩy nến mà đã không được khống chế tốt. Những người bắt đầu xuất hiện các triệu chứng thể vẩy nến toàn thân nên đi khám bác sĩ ngay lập tức, bởi vì nó có thể dẫn đến việc mất nước và mất protein nguy hiểm, sưng, nhiễm trùng, hoặc viêm phổi và thậm chí có thể buộc phải nhập viện.

## Những điều cần tránh của người bị vẩy nến
Nhìn vào 5 yếu tố làm nên cơ chế sinh bệnh mà ta phải:
- Tránh căng thẳng (stress)
- Tránh kì cọ và bóc da (hiện tượng Kobner)
- Tránh để vùng da bị bệnh tiếp xúc với các chất có tính base cao như xà phòng, vôi,... vì khi đó vùng da nhiễm bệnh sẽ mở rộng ra.
- Cẩn thẩn khi dùng thuốc nếu mắc thêm các bệnh về tim mạch.
- Tránh nhiễm khuẩn: Đặc biệt là nhiễm khuẩn tai, mũi, họng.
- Tránh rượu: Vì rượu làm bệnh nặng lên và tương kỵ với các thuốc điều trị.
- Nên lạc quan với bệnh tật: do bệnh lành tính và phổ biến, khoa học tiến bộ không ngừng trong việc tìm ra nguyên nhân đích thực của bệnh và hàng năm đều ra đời các thuốc và phương pháp chữa bệnh mới có hiệu quả hơn. Hãy tin tưởng rằng trong tương lai không xa sẽ có các đột phá mới trong việc phòng ngừa và điều trị dứt điểm bệnh vẩy nến.
- Tránh gây trầy xước da ở vùng này, sẽ gây nhiễm trùng, vết thương trở lên đau đớn. Cẩn thận khi sử dụng các loại thuốc bôi dưỡng da, cần phải xem kỹ các loại thuốc bôi dưỡng da có ảnh hưởng đến vùng da bị bệnh hay không.

## Điều trị

### Điều trị tại chỗ
Dùng các loại mỡ, kem, dung dịch với mục đích bong vẩy, tiêu sừng, hạn chế hình thành nhanh chóng vẩy da như:
- Mỡ Salicyle 5%, 10%
- Vitamin D3 và dẫn chất
- Goudron
- Kem Sorion
- Nếu bệnh gặp ở bàn chân thì nên luôn luôn đi giầy có bít tất khi đi ra ngoài đường, điều này sẽ giúp da chân không cảm thấy khô, đồng thời ngăn ngừa các vết nứt ở da bị nhiễm khuẩn.
- Hạn chế tiếp xúc với xà phòng (xà bông).

Thoa các thuốc loại thuốc mỡ Salicylic, có tác dụng bong vẩy, bạt sừng. Thuốc mỡ Corticoid có tác dụng chống viêm rất tốt, thương tổn mất rất nhanh. Tuy nhiên không nên lạm dụng bôi Corticoid nhiều và dài ngày vì sẽ gây biến chứng làm bệnh nặng thêm, các thương tổn không đáp ứng với thuốc, bệnh không giảm thậm chí còn tiến triển nặng hơn. Có thể xuất hiện các thương tổn nhiễm trùng da như mụn mủ, viêm nang lông, nhiễm nấm, mọc lông, giãn mao mạch và teo da.  Thuốc mỡ có Vitamin A axit có tác dụng bình thường hóa quá trình sừng hóa của da.

### Điều trị toàn thân
- Acitretine: (Soriatane)
- Cyclosporin: (Neoral)
- Methotrexate
- Diprosalic
- kem Sorion
- Quang trị liệu: UVB phổ hẹp(UVBTL01)
- Quang hóa trị liệu: PUVA
- Sinh học trị liệu.

Các thuốc như Vitamin A axit, Methotrexate, Cyclosporin... Các thuốc này có tác dụng tốt, nhưng có nhiều tác dụng phụ như có thể gây quái thai, hạ bạch cầu, rối loạn chức năng gan, thận... Trị liệu bằng ánh sáng có thể phối hợp các phương pháp trên với chiếu tia cực tím có bước sóng khác nhau (UVA, UVB) hoặc phương pháp PUVA đang được áp dụng để điều trị bệnh vẩy nến các thể khác nhau, tuy nhiên có thể có các tác dụng phụ bao gồm da khô và nhăn, tàn nhang và làm tăng nguy cơ ung thư da, trong đó có khối u ác tính, hình thức nghiêm trọng nhất của ung thư da.
Phương pháp sinh học (Biotherapy): trong những năm gần đây người ta đã tổng hợp được nhiều chất sinh học có tác dụng tốt trong điều trị bệnh vẩy nến như: Efanecept, Alefacept, Efalizumab,... Nhiều nước như Mỹ, Anh, Pháp, Uc... đã áp dụng phương pháp này và đạt kết quả tốt. Tuy nhiên phương pháp này vừa đắt tiền vừa có nhiều tác dụng phụ (nhiễm trùng hô hấp, rối loạn hệ miễn dịch, suy giảm hệ miễn dịch, phát triển khối u, tăng bạch huyết...) thậm chí có thể gây tử vong nên chưa được áp dụng rộng rãi.
Các phương pháp hiện đang được áp dụng nêu ở trên đều có tác dụng điều trị các triệu chứng của bệnh vẩy nến, tuy nhiên thời gian tái phát bệnh khá nhanh và có rất nhiều tác dụng phụ không mong muốn.